# 가치 (걸 그룹)

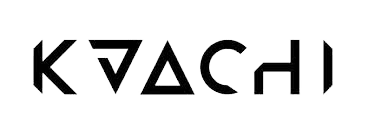

가치(KAACHI)는 프론트로 레코드가 결성한 영국의 걸 그룹이다. 2020년 4월 15일 데뷔 싱글 Your Turn으로 데뷔했다. 4인 그룹으로 처음에 데뷔했다가 2021년 7월 23일 다니가 그룹을 떠났고 이후 2022년 9월 3일 코코가 이 그룹을 떠났다.
이 그룹은 2023년 2월 22일 공식 해체되고 이후 니콜과 준서가 파이널 라인업이 되었다.
2023년 8월 11일, 코코, 니콜, 준서는 데뷔 전 싱글 Blue와 함께 ATTI로 복귀했다. 이 그룹은 2023년 10월 6일 EP Peaches와 함께 공식 데뷔할 예정이다.

## 구성원

### 파이널 라인업
- 니콜 (오리지널 멤버)
- 준서 (오리지널 멤버)

### 과거 구성원
- 다니 (오리지널 멤버, 2021년 7월 23일 떠남)
- 코코 (2020년 3월 28일 합류, 2022년 9월 2일 떠남)

### 데뷔 전
- 미소 (2020년 2월 1일 합류, 2020년 3월 15일 떠남)
- KG (오리지널 멤버, 2020년 1월 31일 떠남)

### 타임라인
- 자주색(세로)은 발매(release)를 의미.

## 음반

### 싱글
2020
- Your Turn
- Photo Magic

2021
- The One Thing
- Extra Special
- Get Up